# أبو القاسم اللاهوري
السيد أبو القاسم بن الحسين بن التقي الرضوي القمي اللاهوري (1249 هـ - 1324 هـ). هو رجل دين وفقيه ومتكلِّم ومفسِّر شيعي هندي. ذكره عباس القمي بالثناء في كتابه الكنى والألقاب إذ قال «كان عالماً جليلاً مفسّراً متبحراً»، كما ترجم له محسن الأمين العاملي في أعيان الشيعة وأثنى عليه بنصِّ عبارة القُمِّي. ذكره كذلك عمر كحالة في معجم المؤلفين قائلاً عنه أنَّه «فقيه مفسر».

## ولادته ونشأته
كانت ولادة اللاهوري بمدينة فرخ آباد [الإنجليزية] التي تقع حالياً في ولاية أُتر پرديش الهنديَّة، وبها نمى ونشأ، ثمَّ ارتحل إلى لكهنؤ حيث لازم محمد بن دلدار علي الهندي ودرس عليه في الفقه والأصول والكلام والحديث وحصل منه ومن ابن أخيه محمد تقي على الإجازة.

## سفره إلى لاهور والحجاز والعراق
خرج اللاهوري يريد الحجَّ، وفي طريقه آثر البقاء في لاهور - التي هي حسب التقسيم الجغرافي الحديث من مدن پاكستان - لفترةٍ ما، فسكن هناك عند النوَّاب علي رضا خان الشيعي اللاهوري، ثمَّ سافر إلى الحجاز للحجَّ والزيارة، ثمَّ ارتحل إلى العراق وحصلت له الإجازة عن بعض أعلام الشيعة آنذاك كمرتضى الأنصاري ومحمد حسين الأردكاني وغيرهم. ثمَّ تنقَّل بين عدَّة مدن إيرانيَّة كشيراز وكرمان وقم وإصفهان ومشهد لمواصلة دراسته.

## رجوعه إلى لاهور
رجع اللاهوري بعد رحلته الحجازيَّة والعراقيَّة إلى لاهور، وبقي فيها متصدراً للاجتهاد إلى أن تُوفيَّ بها في الرابع عشر من محرَّم 1324 هـ.

## مؤلفاته
ترك اللاهوري عدداً من المؤلَّفات العربيَّة والفارسيَّة والأردويَّة، منها:
| - برهان شق القمر ورد النير الأكبر. كتبه للنواب ناصر علي خان. - لوامع التنزيل وسواطع التأويل. فارسي في التفسير، وقد جمع ولده تقريظات الكتاب وسماها تقريظات المشاهير على لوامع التنزيل. - البشرى بالحسنى في شرح رسالة مودة القربى. شرح فارسي على رسالة مودى القربى لعلي بن شهاب الدين الهمداني في مجلَّدين. - تخريج الآيات والأحاديث. فارسي في إثبات إمامة الإثني عشر. - الإصابة في تحقيق حال بعض الصحابة. - تذكرة الملأ الأعلى. فارسي في الكلام. - زبدة العقائد وعمدة المقاصد. في بعض المسائل الكلاميَّة. - الأجوبة الزاهرة. - إزالة الغين عن رؤية العين. - الإيقان في الجواب عن مسألة الإجهار والكتمان. - بطلان النسخ والمسخ. - الإبانة. - ابطال تناسخ. - أجوبة أسئلة النصارى. - أرض العتاق لأهل النفاق. في خصائص كربلاء، وإباحة ممارسة الأعمال العبادية على أرضها. - الأنوار الخمسة. فارسي. - الأركان الخمسة. ترجمة أردويَّة لكتابه الفارسي الأنوار الخمسة. - براهين اللغة. في قواعد اللغة العربيَّة. - برهان البيان أردوي في أهم مباحث الخلافة والإمامة، مع تفسير آية الاستخلاف. - برهان المتعة. - تجريد المعبود في جواب شبه النصارى واليهود. - التذكرة في شرح التبصرة. - تعبد ما لا بد. - تعليقة على الأنوار الجلالية. تعليقة على كتاب الأنوار الجلالية الذي هو شرح المقداد السيوري على كتاب الفصول النصيرية الذي عرَّبه محمد الجرجاني الاسترآبادي. - تعليقة على تهذيب الأصول. تعليقة على تهذيب طريق الوصول إلى علم الأصول للحلي. - تعليقة على شرح الباب الحادي عشر. - تعليقة على شرح التجريد. تعليقة على شرح القوشچي على تجريد الكلام لنصير الدين الطوسي. - تعليقة على شرح التجريد. تعليقة على شرح الحلي على تجريد الكلام لنصير الدين الطوسي. - تعليقة على شرح مبادئ الوصول إلى علم الأصول. | - تعليقة على شرح مير عبد الوهاب. - تقليد المقلد. رسالة عمليَّة باللغة الأُردويَّة. - تكليف المكلفين. - الجنة الواقية والجنة الباقية. - الجواب بالصواب في حكم طعام أهل الكتاب. - الجواب العين في تحقيق الكسوفين. - جواب لا جواب. فارسي يعرض فيه أدلَّته وإثباتاته على مشروعية إقامة التعزية على الحسين. - حجة الله البالغة على الخاصة والعامة. - حجج العروج على أهل اللجوج. - حقائق لدني. ترجمة فارسيَّة لكتاب شرح خصائص أمير المؤمنين لأحمد بن علي النسائي. - حكمة الإيلام رحمة الأنام. - خلاصة الأصول. - الخلافة. - خير خير پوري. أردوي. - رسالة ابراز واعجاز على به وقت خلافت. - رسالة خمس السادات. رسالة عربيَّة في الخمس. - رسالة نور. فارسي في الردِّ على إشكالات المسيحيين. - سراج العبادة. - سيادة السادة. - الصيام الواجب. أردوي في الصوم. - ضياء النسمة. في الطهارة والصلاة والصوم والذبائح. - عصمة الأنبياء والملائكة. فارسي. - غروب الشمس. فارسي. - لا تدركه الأبصار في نفي رؤية الله بالأنظار. فارسي. - معارف الفرقة الناجية. فارسي في بيان لافتراق الأمة الإسلاميَّة بعد وفاة النبي محمد إلى عدة فرق، وتعيين الناجية منها. - ناصر العترة الطاهرة. أحاديث نبوية منتخبة من كتب الصحاح الأربعة مع ترجمتها للفارسيَّة. - نفي الإجبار عن فاعل المختار. فارسي في إثبات لنفي الجبر. - نماز پنجگانه. أردوي. - هداية الأطفال. فارسي. - هداية الغافلين. عربي في أجوبة عن عدة مسائل كلامية. - وقاية الإنسان عن تلبيس شياطين الإنس والجان. فارسي في النبوة الخاصة. |